# Sturry
Sturry är en ort och civil parish i grevskapet Kent i sydöstra England. Orten ligger i distriktet Canterbury, cirka 4 kilometer nordost om Canterbury. Tätorten (built-up area) hade 4 861 invånare vid folkräkningen år 2021.